# میلدری پیندا
میلدری پیندا (انگلیسی: Mildrey Pineda؛ زادهٔ ۱ اکتبر ۱۹۸۹) بازیکن فوتبال اهل کلمبیا است.
وی همچنین در تیم ملی فوتبال تیم ملی فوتبال زنان کلمبیا بازی کرده‌است.